# Języki kartwelskie
Języki kartwelskie – mała, licząca 5 milionów użytkowników, rodzina językowa, obejmująca swym zasięgiem tereny Kaukazu Południowego, głównie Gruzji (gruz. Sa-kartvel-o), od której zresztą pochodzi nazwa rodziny. Językami kartwelskimi posługuje się też rdzenna ludność obecnie należącego do Turcji Lazystanu oraz zamieszkujący okolice obwodu zakatalskiego w Azerbejdżanie gruzińscy Ingilojcy. Ponadto w Iranie po dziś dzień żyje 50-tysięczna wspólnota potomków Gruzinów, przesiedlonych z Kachetii do Ferejdunszahru przez Abbasa I, szacha Persji w 1612 r., zachowująca znajomość języka swych przodków. W przeszłości dialektami kartwelskimi miała się również posługiwać ludność wybrzeża trabzońskiego. Języki kartwelskie są przedmiotem badań kartwelistyki.

## Klasyfikacja języków kartwelskich
W skład rodziny kartwelskiej wchodzą cztery języki, tworzące kontinuum dialektalne  :
- swański
- gruzińskozańskie (kartozańskie):
  - gruziński – 4,179 mln
  - zańskie:
    - megrelski – 0,5 mln
    - lazyjski – 50 tys.

### Drzewo genealogiczne
|         |         |         |         |         |         |  |  |          |          |          |          | prakartwelski |          |  |  |           |           |                |           |           |           |  |  |           |           |           |           |           |           |  |  |  |  |
|         |         |         |         |         |         |  |  |          |          |          |          |               |          |  |  |           |           |                |           |           |           |  |  |           |           |           |           |           |           |  |  |  |  |
|         |         |         |         |         |         |  |  |          |          |          |          |               |          |  |  |           |           |                |           |           |           |  |  |           |           |           |           |           |           |  |  |  |  |
|         |         |         |         |         |         |  |  |          |          |          |          |               |          |  |  |           |           | prakartozański |           |           |           |  |  |           |           |           |           |           |           |  |  |  |  |
|         |         |         |         |         |         |  |  |          |          |          |          |               |          |  |  |           |           |                |           |           |           |  |  |           |           |           |           |           |           |  |  |  |  |
|         |         |         |         |         |         |  |  |          |          |          |          |               |          |  |  |           |           |                |           |           |           |  |  |           |           |           |           |           |           |  |  |  |  |
|         |         |         |         |         |         |  |  |          |          |          |          | zański        |          |  |  |           |           |                |           |           |           |  |  |           |           |           |           |           |           |  |  |  |  |
|         |         |         |         |         |         |  |  |          |          |          |          |               |          |  |  |           |           |                |           |           |           |  |  |           |           |           |           |           |           |  |  |  |  |
|         |         |         |         |         |         |  |  |          |          |          |          |               |          |  |  |           |           |                |           |           |           |  |  |           |           |           |           |           |           |  |  |  |  |
| swański | swański | swański | swański | swański | swański |  |  | lazyjski | lazyjski | lazyjski | lazyjski | lazyjski      | lazyjski |  |  | megrelski | megrelski | megrelski      | megrelski | megrelski | megrelski |  |  | gruziński | gruziński | gruziński | gruziński | gruziński | gruziński |  |  |  |  |

Gruzińscy językoznawcy w stosunku do pozostałych kodów komunikacyjnych należących do tej rodziny używają miana dialektów. O ile posługujący się tymi językami mogą stosować taką formułę klasyfikacyjną, wyrażając tym samym swój patriotyzm i poczucie wspólnoty z innymi Gruzinami, to koncepcja ta ma ograniczoną aprobatę wśród zagranicznych językoznawców, ze względu na wyraźną odrębność strukturalną tych lektów (Abstand). Najbardziej odrębnym gramatycznie językiem rodziny jest język swański, którego czas odłączenia się szacuje się na drugie tysiąclecie p.n.e., choć istnieje możliwość, że stało się to nieco wcześniej.
Czas odłączenia się następnych – języków zańskich – od wspólnego prakartwelskiego
rdzenia to najprawdopodobniej pierwsze tysiąclecie p.n.e. Kwestią sporną pozostaje, czy traktować megrelski i lazyjski jako odrębne języki, czy może kontinuum unitarnego języka zańskiego. Kontrowersje te stwarza fakt, że ich oddzielny rozwój jest stanem dość świeżym, liczącym sobie jedynie 500 lat i wciąż są dla siebie w dużej mierze zrozumiałe. Według Heinza Fähnricha słusznym jest obecnie rozpatrywanie megrelskiego i lazyjskiego jako dwóch niezależnych od siebie języków, ponieważ użytkownicy tych dwóch form wspólnego niegdyś języka już się nawzajem nie rozumieją.
| lazyjski        | megrelski               | gruziński                      | znaczenie |
| --------------- | ----------------------- | ------------------------------ | --------- |
| aɣani – აღანი   | axali – ახალი           | axali – ახალი                  | nowy      |
| q’ona – ყონა    | ʔona/ʔvana – ჸონა/ჸვანა | q’ana – ყანა                   | pole      |
| c’k’ari – წკარი | c’q’ari – წყარი         | c’q’ali – წყალი                | woda      |
| nena – ნენა     | nina – ნინა             | ena – ენა                      | język     |
| toli – თოლი     | toli – თოლი             | tvali – თვალი                  | oko       |
| guri – გური     | guri – გური             | guli – გული                    | serce     |
| szuri – შური    | szuri – შური            | suli – სული                    | dusza     |
| mgeri – მგერი   | ngeri – გერი            | mgeli – მგელი                  | wilk      |
| che – ხე        | che – ხე                | cheli – ხელი                   | ręka      |
| dɣa – დღა       | dɣa – დღა               | dɣe – დღე                      | dzień     |
| ɣali – ღალი     | ɣali – ღალი             | ɣele – ღელე                    | strumień  |
| czkwa – ჩქვა    | szchxwa – შხვა          | schwa – სხვა                   | inny      |
| lazuri – ლაზური | lazuri – ლაზური         | lazuri/czanuri – ლაზური/ჭანური | lazyjski  |
| ccheni – ცხენი  | ccheni – ცხენი          | ccheni – ცხენი                 | koń       |

## Pochodzenie języków kartwelskich
Do dziś nie ustalono pochodzenia języków kartwelskich. W początkach językoznawstwa języki kartwelskie łączono z językami północnokaukaskimi, co po bliższym przyjrzeniu się okazało się niesłuszne. Języki południowokaukaskie posiadają pewne podobieństwa do północnokaukaskich (gł. fonetyka czy ergatywność), ale podobieństwa te dowodzą raczej istnienia ligi językowej niż pokrewieństwa w ramach rodziny językowej. Według niektórych zwolenników teorii nostratycznej języki kartwelskie rozwinęły się wskutek nałożenia wpływu semickiego na element przednostratycki. Wysuwano także hipotezy o związku z językiem baskijskim, między innymi postulowano przynależność tychże do tzw. języków jafetyckich, łączących w swym obrębie wszystkie języki przedindoeuropejskiej Europy.

## Cechy charakterystyczne
Języki kartwelskie prezentują typ pośredni między skrajnościami rodzin
nach-dagestańskiej i abchasko-adygejskiej, wykazując zarówno prostszy od nach-dagestańskiego, acz bardziej rozbudowany niż w abchasko-adygejskim, system deklinacyjny, a jednocześnie łatwiejszy od abchasko-adygejskiego (choć nadal przecież trudny), choć bardziej rozbudowany niż u nach-dagestańskich, system odmiany czasownikowej. Cechą charakterystyczną jest tak zwana półergatywność, czyli stosowanie zarówno konstrukcji ergatywnych, jak i „nominatywnych”. Dominuje szyk SVO i SOV.